# Aykut Erçetin
Aykut Ercetin (14 de setembro de 1982 em Göppingen, Alemanha) é um goleiro alemão naturalizado turco, defende a equipe do Galatasaray.
Ele iniciou sua carreira profissional com a equipe do VfB Stuttgart, antes de se transferir-se para o Galatasaray em 2003, onde substituiu Faryd Aly Mondragón, depois de 5 anos, que não figuram regularmente até perto do final da temporada 2007/08.
Antes de sair da Alemanha, ele já havia representado a Turquia U17 e U18, e depois ele apareceu para o U21 e B equipes, antes de fazer sua estreia internacional em um jogo amigável contra o Azerbaijão, em 12 de Abril de 2006.

## Títulos
Stuttgart
- Copa Intertoto da UEFA: 2002

 Galatasaray
- Campeonato Turco: 2005-06, 2007-08, 2011-12
- Copa da Turquia: 2004-05
- Supercopa Turca: 2008

## Estatistícas
| Clube       | Temp.   | Liga  | Liga | Copa  | Copa | S.Copa | S.Copa | Europa | Europa | Total | Total |
| Clube       | Temp.   | Jogos | Gols | Jogos | Gols | Jogos  | Gols   | Jogos  | Gols   | Jogos | Gols  |
| ----------- | ------- | ----- | ---- | ----- | ---- | ------ | ------ | ------ | ------ | ----- | ----- |
| Galatasaray | 2003-04 | 7     | 0    | 1     | 0    | 0      | 0      | 0      | 0      | 8     | 0     |
| Galatasaray | 2004-05 | 0     | 0    | 0     | 0    | 0      | 0      | 0      | 0      | 0     | 0     |
| Galatasaray | 2005-06 | 0     | 0    | 4     | 0    | 0      | 0      | 0      | 0      | 4     | 0     |
| Galatasaray | 2006-07 | 4     | 0    | 2     | 0    | 0      | 0      | 0      | 0      | 6     | 0     |
| Galatasaray | 2007-08 | 13    | 0    | 6     | 0    | 1      | 0      | 1      | 0      | 21    | 0     |
| Galatasaray | 2008-09 | 1     | 0    | 6     | 0    | 0      | 0      | 2      | 0      | 9     | 0     |
| Galatasaray | Total   | 25    | 0    | 19    | 0    | 1      | 0      | 3      | 0      | 48    | 0     |